# Buck Clayton

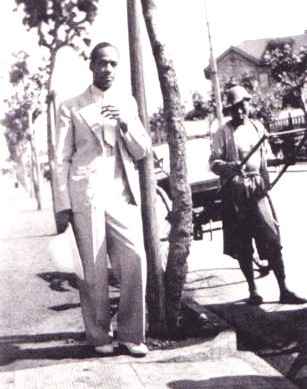
Buck Clayton w Szanghaju, 1934

Wilbur Dorsey Clayton, ps. „Buck” (ur. 12 listopada 1911 w Parsons, zm. 8 grudnia 1991 w Nowym Jorku) – afroamerykański trębacz, aranżer i bandlider jazzowy. Laureat NEA Jazz Masters Award 1991.

## Życiorys
Jego ojciec był muzykiem–amatorem związanym z miejscowym kościołem. Uczył sześcioletniego syna gry na fortepianie. Kiedy chłopiec został nastolatkiem, zaczął go uczyć gry na trąbce poprzez ćwiczenie gam. W wieku lat siedemnastu nauczanie przejął Bob Russell, trębacz z orkiestry jazzowej George’a E. Lee. W tym okresie został również absolwentem szkoły średniej.
Mając dwadzieścia jeden lat, wyjechał do Los Angeles. Przez krótki czas był członkiem orkiestry Duke’a Ellingtona. Okazjonalnie współpracował też z innymi bandliderami. Jednocześnie wzbogacał warsztat instrumentalny, którego uczył go trębacz Mutt Carey, współinicjator odrodzenia jazzu nowoorleańskiego na Zachodnim Wybrzeżu u schyłku lat 40. Poznał także Louisa Armstronga, swojego pierwszego idola, który pokazał mu jak grać glissando na trąbce. Po pewnym czasie założył i prowadził zespół 14 Gentlemen from Harlem.
W 1934 wyjechał na kontrakt do Szanghaju w czangkajszekowskich Chinach. Zabrał ze sobą swoją zreorganizowaną orkiestrę pn. Buck Clayton and His Harlem Gentlemen. W 1936 wrócił do Stanów Zjednoczonych i przyjął angaż do orkiestry Counta Basiego, grającej wówczas w Kansas City w stanie Missouri. Miał zastąpić „Hot Lips” Page’a. Po przeniesieniu big-bandu do Nowego Jorku w 1937 jako sideman brał udział w sesjach nagraniowych Billie Holiday, Lestera Younga i Teddy’ego Wilsona. W zespole Basiego pozostał do 1943, kiedy to otrzymał powołanie do U.S. Army. W 1946 odszedł z wojska i zajął się aranżowaniem repertuaru dla orkiestr Basiego, Benny’ego Goodmana i Harry’ego Jamesa. Przyłączył się także do muzyków skupionych wokół Normana Granza, występujących na koncertach Jazz at the Philharmonic. Wziął udział w pierwszym amerykańskim tournée JATP.
Od września 1949 przez dziewięć miesięcy występował ze swoim zespołem we Francji. W 1953 powrócił do Europy. Koncertował z klarnecistą Mezzem Mezzrowem. Podczas wizyty we Włoszech ich zespół powiększył Frank Sinatra.  W Stanach Zjednoczonych nadal kierował własnym zespołem i współpracował m.in. z pianistą Joe Bushkinem, klarnecistą Tonym Parentim i wokalistą Jimmym Rushingiem. W połowie lat 50. z inicjatywy producenta Johna Hammonda zrealizował dla wytwórni płytowej Columbia serię wybitnych nagrań pn. „Jam Session”. Uczestniczyli w nich m.in. Rushing, trębacz Ruby Braff, puzonista Urbie Green oraz pianista Nat Pierce. W 1955 zagrał epizod w filmie fabularnym Opowieść o Bennym Goodmanie (The Benny Goodman Story), który wszedł na ekrany w lutym następnego roku. W 1956 wystąpił na festiwalu w Newport, prowadząc grupę w składzie z Colemanem Hawkinsem i J.J. Johnsonem. W następnym roku na krótko powrócił  do współpracy z Goodmanem, grając w jego big-bandzie w nowojorskim hotelu Waldorf Astoria. W 1958 wraz z Sidneyem Bechetem przybył z koncertami na Wystawę Światową w Brukseli. Później przez ponad dekadę odbywał coroczne tournées po Europie. Jeszcze w 1959 pojawił się w muzycznym filmie dokumentalnym Jazz on a Summer’s Day, który jako „znaczący ze względów kulturalnych, historycznych i estetycznych” został wpisany na listę National Film Registry do przechowywania w Bibliotece Kongresu Stanów Zjednoczonych. Obraz pokazywał fragmenty Newport Jazz Festival 1958. Również w 1959 dołączył do zespołu Eddiego Condona. Później nadal koncertował i sporo nagrywał m.in. ze starym kolegą z big-bandu Basiego Buddym Tate’em oraz Pee Wee Russellem.
W 1964 powrócił do grupy Condona specjalnie na duże tournée po Japonii, Australii i Nowej Zelandii. Rok później odbył trasę koncertową w Wielkiej Brytanii z puzonistą Vicem Dickersonem i wokalistą bluesowym Big Joe Turnerem. Towarzyszył im angielski trębacz Humphrey Littelton ze swoim zespołem. W Wielkiej Brytanii pojawiał się dość często, występując na festiwalach i nagrywając trzy płyty z Litteltonem.
W owym czasie zaczął mieć kłopoty ze zdrowiem. Dodatkowo w 1969 przeszedł operację wargi. Trzy lata później musiał zaprzestać gry na trąbce. W 1977 jednak zagrał incydentalnie na sponsorowanym przez Departament Stanu tournée po Afryce.
Nie mogąc grać na trąbce, zajął się aranżowaniem muzyki oraz nauczaniem. W latach 80. wykładał w nowojorskim Hunter College. W 1983 podczas europejskiej trasy koncertowej poprowadził orkiestrę złożoną z dawnych muzyków Counta Basiego. Natomiast w 1987 stanął na czele własnego big-bandu, który wykonywał niemal wyłącznie jego kompozycje i aranżacje.
Zmarł we śnie. Miał 80 lat.

### Małżeństwo
W styczniu 1934 ożenił się z Darby, tancerką, z którą tuż po ślubie popłynęli do Chin. Ceremonia odbyła się w The Paramount Studios w Los Angeles z udziałem Duke’a Ellingtona.

## Wybrana dyskografia
- 1946 The Classic Swing of Buck Clayton (Original Jazz Classics)
- 1954
  - How Hi the Fi (Columbia)
  - The Huckle-Buck and Robbins’ Nest (Columbia)
- 1955
  - Buck Clayton Jams Benny Goodman (Columbia)
  - Jumpin’ at the Woodside – A Buck Clayton Jam Session (Columbia)
- 1956 All the Cats Join In (Columbia)
- 1957 Buck Meets Ruby (Vanguard)
- 1958 Harry Edison Swings Buck Clayton (Verve)
- 1959 Songs for Swingers (Columbia)
- 1960 The Classic Swing of Buck Clayton (Riverside)
- 1961
  - Buck & Buddy Blow the Blues (Prestige Swingville)
  - Buck & Buddy (Prestige Swingville)
- 1962 One for Buck (Columbia)
- 1963 Buck Clayton’s Canadian Caper (Discus Records)
- 1968 Jam Sessions from the Vault (Columbia)
- 1973 Just a Groove (Vanguard)
- 1974 A Buck Clayton Jam Session (Chiaroscuro Records)
- 1979
  - Tenderly (Inner City)
  - Passport to Paradise (Inner City)
  - Copenhagen Concert (SteepleChase)
- 1988 Jam Sessions from the Vault (Columbia)
- 1989 A Swingin’ Dream (Stash)
- 1992 Buck Clayton Meets Joe Turner (Black Lion)
- 2004 Buck Clayton 1949–1953 (Classics R&B)

### Jako sideman
- 1953 Mel Powell – Mel Powell Septet (Vanguard)
- 1956 Frankie Laine – Jazz Spectacular (Columbia)
- 1958
  - Coleman Hawkins – The High and Mighty Hawk (Felsted)
  - Paul Quinichette – Basie Reunion (Prestige)
  - Buddy Tate –Swinging Like Tate (Felsted)
- 1992 Count Basie – The Original American Decca Recordings (GRP)

Zestawienie wg dat wydania płyt

## Autobiografia
- Buck Clayton's Jazz World, wyd. Oxford University Press, 1987 – przy współpracy Nancy M. Elliot

## Upamiętnienie
W 1990 został wprowadzony do Panteonu Sław Bigbandów i Jazzu (The Big Band and Jazz Hall of Fame).